# Édouard Goguel
Édouard Charles Adolphe Rodolphe Goguel (deutsch: Eduard Goguel) (* 8. November 1811 in Nancy; † 10. Juli 1889 in Straßburg) war ein elsässischer Autor, Gymnasialdirektor und Politiker.

## Familie
Goguel war ein Sohn des Kaufmanns David Frédéric Goguel, der in Montbéliard, Nancy und dann in Straßburg lebte, und dessen Ehefrau Élisabeth Léopoldine geborene Jeanmaire. Er heiratete am 30. März 1846 in Straßburg Camille Adèle Hummel (* 12. Januar 1823 in Straßburg), die Tochter des Kaufmanns und Konsuls von Baden und Bayern Jacques Hummel und dessen Ehefrau Marie Dorothée geborene Greiner.

## Leben
Goguel studierte Theologie an der Universität Straßburg und schloss das Studium 1834 mit der Promotion ab. Danach leitete er bis 1846 eine private Bildungseinrichtung. Berufsbegleitend promovierte er 1844 an der Universität Freiburg im Breisgau zum Doktor der Philosophie.
Von 1847 bis 1854 war er Direktor des Gymnasiums und der höheren Schule von Bischwiller und übernahm dann bis 1866 die Leitung des protestantischen Gymnasiums von Straßburg. 1869 wurde er Mitglied des Direktoriums der Protestantischen Kirche Augsburgischen Bekenntnisses von Elsass und Lothringen.

## Politik
Nach dem Deutsch-Französischen Krieg wurde er am 6. August 1871 auf der liberalen und radikalen Liste des Comité Carré in den Gemeinderat von Straßburg gewählt. Er wurde stellvertretender Bürgermeister (als Vertreter von Oberbürgermeister Ernest Lauth), verantwortlich für das Schulwesen. Gegen den Widerstand der Kirchen setzte er am 27. März 1872 eine neue Schuleinteilung durch, die sich nicht mehr an der Pfarreinteilung orientierte. Die Reichsregierung suspendierte den Stadtrat im April 1873 und entließ seine Mitglieder ein Jahr später. Goguel wurde 1873 in den Kreistag des Kreises Straßburg und den Bezirkstag des Unterelsass gewählt, dem er bis 1885 angehörte. Ab 1874 gehörte er auch dem Landesausschuss an.

## Werke
Goguel wirkte als Autor in unterschiedlichen Gebieten von der Pädagogik über antike und klassische Literatur bis hin zu Linguistik und alter Geschichte. Daneben veröffentlichte er von 1852 bis 1869 regelmäßig im Revue d’Alsace.
- Recherches historiques et critiques sur les faux messies nommés dans les Actes des apôtres, etc., Diss 1834
- Quelques considérations sur l’enseignement secondaire, considéré sous le point de vue psychologique, Diss 1836
- Aristophane et Socrate, Reims, 1859
- Le premier consulat de César, Straßburg, 1864
- Sénèque le philosophe, écrivain moraliste, Strasbourg, 1867
- Les juifs d’Egypte avant l’ère chrétienne, Strasbourg, 1868
- Les gladiateurs romains, Strasbourg, 1869.